# Micarea
Micarea Fr. (krużynka) – rodzaj grzybów z rodziny Byssolomataceae. Ze względu na współżycie z glonami zaliczany jest do grupy porostów.

## Systematyka i nazewnictwo
Pozycja w klasyfikacji według Index Fungorum: Byssolomataceae, Lecanorales, Lecanoromycetidae, Lecanoromycetes, Pezizomycotina, Ascomycota, Fungi.
Synonimy nazwy naukowej: Hastifera D. Hawksw. & Poelt, Helocarpon Th. Fr., Stereocauliscum Nyl..
Nazwa polska według W. Fałtynowicza.

## Gatunki występujące w Polsce
- Micarea adnata Coppins 1983 – krużynka zrośnięta
- Micarea assimilata (Nyl.) Coppins 1983 – krużynka halna
- Micarea botryoides (Nyl.) Coppins 1980 – krużynka maczugowata
- Micarea cinerea (Schaer.) Hedl. 1892 – krużynka szara
- Micarea crassipes (Th. Fr.) Coppins 1983 – tzw. bladek zgrubiały, krążniczka zgrubiała
- Micarea denigrata (Fr.) Hedl. 1892 – krużynka czerniejąca
- Micarea elachista (Körb.) Coppins & R. Sant. 1983 – krużynka gronkowata
- Micarea erratica (Körb.) Hertel, Rambold & Pietschm. 1989 – krużynka żwirowa
- Micarea hedlundii Coppins 1983 – krużynka Hedlunda
- Micarea incrassata Hedl. 1892 – krużynka zgrubiała
- Micarea lignaria (Ach.) Hedl. 1892 – krużynka humusowa
- Micarea lithinella (Nyl.) Hedl. 1892 – krużynka skalna
- Micarea lutulata (Nyl.) Coppins 1980 – krużynka czarnotka
- Micarea melaena (Nyl.) Hedl. 1892 – krużynka czarniawa
- Micarea melaenida (Nyl.) Coppins 1983 – tzw. krużyk ziemny, k. Schumanna
- Micarea misella (Nyl.) Hedl. 1892 – krużynka półkulista
- Micarea myriocarpa V. Wirth & Vězda ex Coppins 1983 – krużynka wieloowocnikowa
- Micarea nigella Coppins 1983 – krużynka czarnuszkowa
- Micarea nitschkeana (J. Lahm ex Rabenh.) Harm. 1899 – krużynka Nitschkego
- Micarea peliocarpa (Anzi) Coppins 1983 – krużynka ołowiana
- Micarea prasina Fr. 1825 – krużynka ziarenkowata
- Micarea synotheoides (Nyl.) Coppins 1982 – krużynka szkocka
- Micarea ternaria (Nyl.) Vězda 1970 – krużynka mechowa
- Micarea turfosa (A. Massal.) Du Rietz 1923 – krużynka torfowa
- Micarea viridileprosa Coppins & Van den Boom 2001 – krużynka zielonoproszkowa

Nazwy naukowe na podstawie Index Fungorum. Nazwy polskie według checklist W. Fałtynowicza.